# گودر
گودر، روستایی است از توابع بخش راین شهرستان کرمان در استان کرمان ایران است

## جمعیت
این روستا در دهستان راین قرار داشته و براساس آخرین سرشماری مرکز آمار ایران که در سال ۱۳۸۵ صورت گرفته، جمعیت آن ۱۶۴نفر (۳۳خانوار) بوده‌است.